# Kingsbury (Indiana)
Kingsbury es un pueblo ubicado en el condado de LaPorte en el estado estadounidense de Indiana. En el Censo de 2010 tenía una población de 242 habitantes y una densidad poblacional de 163,07 personas por km².

## Geografía
Kingsbury se encuentra ubicado en las coordenadas 41°31′49″N 86°41′51″O / 41.53028, -86.69750. Según la Oficina del Censo de los Estados Unidos, Kingsbury tiene una superficie total de 1.48 km², de la cual 1.48 km² corresponden a tierra firme y (0%) 0 km² es agua.

## Demografía
Según el censo de 2010, había 242 personas residiendo en Kingsbury. La densidad de población era de 163,07 hab./km². De los 242 habitantes, Kingsbury estaba compuesto por el 97.11% blancos, el 0.41% eran afroamericanos, el 0.41% eran amerindios, el 0% eran asiáticos, el 0% eran isleños del Pacífico, el 2.07% eran de otras razas y el 0% pertenecían a dos o más razas. Del total de la población el 5.37% eran hispanos o latinos de cualquier raza.